# Ansamblska podela uloga
Ansamblska podela uloga (engl. ensemble cast) je podela uloga u kojoj glavni likovi imaju približno jednak značaj. U pričama koje sadrže ansamblsku podelu uloga često su prikazane višestruke tačke gledišta likova, od kojih ničija nije dominantna. U takvim pričama, glavni likovi moraju na neki način da budu povezani — kako sa pričom, tako i međusobno.
Veliki broj uloga ne znači da je u pitanju ansamblska podela uloga. Nju ne definiše broj likova, već osećanje grupne identifikacije. Ukoliko se čitalac ili gledalac veže za jednog lika naspram ostalih, onda priča nije ansamblska, ma koliko da u njoj ima sporednih likova sa bitnim podzapletima. Dobro osmišljene ansamblske priče daju jasno osećanje koja je uloga ili svrha bilo kog lika u priči i osećaj grupnog identiteta. Iako ovakve priče mogu da imaju glavnog lika, bitna stvar je u tome da pored njega imaju višestruke likove koji vode priču kao tandem. Lična kriza i klimaks pojedinih likova ne definišu rasplet priče; umesto toga rasplet se odvija združeno, a svaki lik je ključni činilac u većoj promeni koju donosi priča.
Zajednička igra više glumaca zove se ansambl-igra.

## Literatura
- Milan Vujaklija (1986). Leksikon stranih reči i izraza. Prosveta. стр. odrednica: ansambl.
- Steven Withrow,  Alexander Danner (2007). Character design for graphic novels. Focal Press/Rotovision. стр. 112. Приступљено 30. 7. 2010. (језик: енглески)